# Панджруд
Панджруд (Рудак; тадж. Панҷрӯд) — село в сельской общине (джамоате) Рудаки Пенджикентского района Таджикистана. Расстояние от села до центра района (г. Пенджикент) — 53 км. Население 3077 человек (2017 г.), таджики. 
Это село является родиной Рудаки, основоположника классической персидско-таджикской литературы.

## География
Уредж, являющийся притоком Зеравшана, течет с гор Чимтарга и проходит через Панджруд. Название села указывает на то, что в нем пять рек, но сейчас следов этих рек нет. Одна река течет со сороны махаллы Сой-Нова, вторая река — в махалле Дахони-Ноч, третья река текла из местечка Шахи Сиёх и отделяла деревню от пастбищ. Четвертая река текла с подножья горы Ковона и впадала в главную — Уредж, которая находится на границе Артуча. Пятая река – это Уредж. Все эти реки берут начало от горных родников. На самом деле Панджруд расположен по обоим берегам реки Уредж. На левом берегу реки находятся махаллы Сой-Нова, Миёнаи-Хаёт, Калаи-Кухна, Сари-Пулак, Рохи-Боло, а на правом берегу – Уффор, Кади-Дарё, Боги-Рудаки, Сучот, Рохи-Поён.

## История
Писатель по имени Абдуррахмани Мустаджир в сопровождении русского воина, организовавшего военную экспедицию на реку Зеравшан в 1870 году, также посетил Панджруд и описал результаты своих наблюдений в книге «Путевой дневник Искандаркуля». Он пишет о Панджруде так: «После того, как мы прошли ту узкую щель, показалась большая деревня. Мы пошли в ту деревню, спустились в лес, проспали ночь, встали утром и увидели, что там большое просторное место и много лесов. Здесь есть абрикосы, яблоки, вишня, грецкие орехи и многие другие культуры, такие как пшеница, ячмень, лен, бобы, просо и сорго. В дереане пять мельниц и три мечети. В этой деревне сто дворов. И это было процветающее место. Они также подожгли это место. А деревня эта называется Панджруд, потому что исток ручья был из пяти мест».

## Население
Сейчас в поселке живут и работают более 600 семей. У каждого домовладельца этой усадьбы есть сад и огород. В садах растут абрикосы, яблони, груши, вишни, грецкие орехи и другие фруктовые деревья, а в горах много диких яблонь и фисташек. До недавнего времени все население Панджруда зарабатывало на жизнь садоводством. Большая часть трудоспособного населения в России работает (сезонно). Доход жителей села происходит за счет денег от трудовой миграции.
Панджрудцы также внесли свой вклад в литературу — поэт Камол Насрулло, поэт Накиб Саид, писатель Кодир Рустам и народный артист Таджикистана Афзалшо Шоди являются уроженцами Панджруда.

## Примечание
1. ↑  Суханронӣ дар Симпозиуми байналмилалӣ ба муносибати 1150-солагии Абӯабдуллоҳи Рӯдакӣ. Сайти расмии Президенти Тоҷикистон (6 сентября 2008). Дата обращения: 8 июня 2015. Архивировано 19 июля 2015 года.